# I Like It (canção de Enrique Iglesias)
"I Like It" é uma canção cantada pelo cantor Espanhol Enrique Iglesias tirado do seu álbum de estúdio bilingual, chamado Euphoria. Foi produzida por RedOne e interpola o clássico de Lionel Ritchie de 1983 "All Night Long (All Night)" como também aparecendo o rapper Americano Pitbull e foi lançada a, 3 de Maio de 2010. A canção será também incluída no soundtrack oficial do reality show da MTV Jersey Shore. Uma versão da canção sem Pitbull e também encontrada na versão internacional de Euphoria. A canção se tornou um hit de top dez num número de países, como Reino Unido, Austrália, Bélgica, Espanha e os Estados Unidos da América, onde atingiu o #4 na Billboard Hot 100 se tornando o primeiro top dez solo de Enrique em aproximadamente oito anos, a ultima sendo "Hero" de 2001 que atingiu o #3.

## Fundo
A canção escrita e produzida por RedOne e co-escritor por ele próprio e Pitbull (que é uma participação especial na canção), e interpola o clássico de Lionel Ritchie de 1983 "All Night Long (All Night)". Ele disse: "E uma canção que quando eu escrevi não pensei que fosse mais de um som."

## Recepção crítica
A canção recebeu uma resenha mista do editor de música da Digital Spy, Robert Copsey, que deu 3 estrelas (de 5) e disse que "Os versos podem conter auto-tune suficiente para fazer com que Kesha se sinta vocalmente capacitada, e a produção eurodisco cortesia de RedOne pode ter um pouco de Kaskade, mas as letras cafonas que certificam que a canção não se torne um erro de Enrique."

## Vídeo Musical
Um vídeo musical foi filmado com Pitbull e teve como director Wayne Isham. O vídeo musical estreou em 19 de Maio de 2010 no website de The Sun.
Uma versão alternativa do vídeo com o elenco do reality-show da MTV Jersey Shore foi lançada, o vídeo musical desta versão foi lançado em 7 de Junho de 2010 e teve como director David Rousseau.

## Faixas
- ; Download Digital

1. "I Like It" com Pitbull - 3:51

## Desempenho nas Paradas
Na Billboard Hot 100, a canção ficou em #89 e desde então atingiu o #4, se tornando o seu melhor single nos E.U.A. desde "Hero". Enrique Iglesias fez o seu primeiro internacional na Billboard Hot 100 em cerca de 9 anos como "I Like It", com Pitbull. "I Like It" atingiu 171,000 downloads, de acordo com a escala de Nielsen. A faixa e o quarto Hot 100 de Iglesias e o seu primeiro desde "Hero". A cancao atingiu o #4 no UK Singles Chart, sendo seu maior desempenho no Reino Unido desde "Do You Know? (The Ping Pong Song)" que atingiu o #3. Na ARIA Australiana, atingiu o #2, sendo o seu melhor hit Australiano desde seu hit de 2001, "Hero" que topou as paradas.